# Back 'N' Attack
Back 'N' Attack è il terzo album degli AB/CD, pubblicato nel 2023 per l'etichetta discografica Brynolf Records.
Nonostante Martin Edin sia rimasto formalmente il cantante degli AB/CD (risultando tale per le esibizioni live come pura cover band), venendo accreditato anche nell'album, egli non ha inciso alcun brano. Pontus Snibb della band hard rock svedese Bonafide risulta a tutti gli effetti il cantante, mentre l'ex-cantante storico Micke Hujanen è la voce in tre brani, e l'imitatore cileno di Brian Johnson Iván Gac canta in 21 Gun Salute.
Questo è il primo album della band in cui il cantante non ha l'intento di imitare Brian Johnson (o Bon Scott) in maniera a tratti parodistica e maldestra, pur mantenendo i forti richiami agli AC/DC nelle sonorità e nei testi. Ad eccezione di Iván Gac come perfetto imitatore di Brian Johnson, anche l'ex cantante Mike Hujanen adotta ora uno stile vocale differente rispetto ai primi album (forse anche a causa dell'età), dove invece imitava "a suo modo" lo stesso Johnson.
Esistono tre versioni dell'album che differiscono nel numero di tracce. In alcune versioni sono presenti solo 10 tracce ed è quindi assente l'11° The One Eyed Trouser Snake. In alcune è stata inclusa come 12° traccia la cover della celebre Nutbush City Limits di Ike & Tina Turner. La versione più comune sembra quella da 11 pezzi.

## Curiosità
- Nel 2021 gli AB/CD girarono un videoclip di 21 Guns con il loro cantante, pur essendo Iván Gac, il talentuoso imitatore di Johnson, ad aver prestato la vera voce al brano. Gac affermò di essere rimasto infastidito dal fatto che la band non gli avesse chiesto alcun permesso, se non appena il giorno dopo che il video fosse stato rilasciato.[3] Non a caso il video è stato poi cancellato (sebbene ancora visibile in un questo reaction video), ma il brano originale è stato comunque incluso nel nuovo album Back 'N' Attack.

## Tracce
1. Grab The Bull By The Balls – 4:23
2. Caveman Brain – 4:17
3. My Way To Hell – 3:39
4. Slippin' On The Rocks – 3:41
5. 667 The Neighbour Of The Beast – 3:53
6. All Heil – 3:48
7. Meat Rocket – 3:31
8. Sharp Shooter – 4:21
9. Halfway In – 4:06
10. 21 Gun Salute – 4:28
11. The One Eyed Trouser Snake (Bonus track) – 3:44
12. Nutbush City Limits (Bonus track Tina Turner Cover) – 2:50

## Formazione
- Pontus Snibb - voce
- Bengus (Bengt Ljungberger) - chitarra
- Nalcolm (Björn Nalle Påhlsson) - chitarra
- Clim (Jim Gustavsson) - basso
- Rude Fill (Johan Kullberg) - batteria

### Ospiti
- Mikael Hujanen - voce principale (nei brani 2,4,7)
- Ivan Gac - voce principale (nel brano 10)